# Новотроицк (Удмуртия)
Новотроицк — деревня в Можгинском районе Республики Удмуртия Российской Федерации.

## География
Находится в пределах Можгинской возвышенности.

## История
С 2005 года в составе образованного муниципального образования Большекибьинское, согласно Закону Удмуртской Республики от 13 июля 2005 года № 41-РЗ «Об установлении границ муниципальных образований и наделении соответствующим статусом муниципальных образований на территории Можгинского района Удмуртской Республики». 
С 25 июня 2021 года, в связи с преобразованием муниципального района в муниципальный округ сельское поселение Большекибьинское упразднено и деревня Новотроицк входит в новообразованный муниципальный округ «Можгинский район».
В 2001 г. постановлением правительства РФ деревня Новотроицкий переименована в Новотроицк.

## Население
| 2008 | 2010 | 2012 |
| ---- | ---- | ---- |
| 9    | →9   | →9   |

## Инфраструктура
Личное подсобное хозяйство.
Основа экономики — сельское хозяйство.

## Транспорт
Деревня доступна автотранспортом.
Остановка общественного транспорта «Новотроицкий».